# Trillebør
En trillebør, hjulbør eller bør er en mindre vogn med hjul foran med støtteben og håndtag bagved. Den bruges til at transportere mindre læs.
Trillebører benyttes bl.a. til havearbejde, på byggepladser og i landbrug.
De fleste udgaver består af en ramme af træ eller metal, hvor der neden under sidder ét (eller flere) hjul og ovenpå sidder der et lad med eller uden sider.
Som oftest er hjulet næsten ude i den ene ende af rammen, og i den anden ende er der to håndtag, hvor man tager fat og løfter og skubber vognen foran sig. Når man sætter vognen, er der normalt to støtteben foran håndtagene, så ladbunden kommer til at stå nogenlunde vandret.
Visse trillebøre laves med et hjul på hver side, hvilket forhindrer børen i at vælte ved normal fornuftig brug.

## Varianter
Der findes forskellige varianter af trillebør her i blandt havetrillebør (almindelig trillebør), murertrillebør, fodertrillebør, ajletrillebør (møgbør) og børnetrillebør.
Motorbøren er en variant med motor.
Bærebøren blev i Danmark anvendt i Vikingetiden.